# 2,2-dimetilpentano
El 2,2-dimetilpentano es un alcano de cadena ramificada con fórmula molecular C7H16.